# Klaus Beer

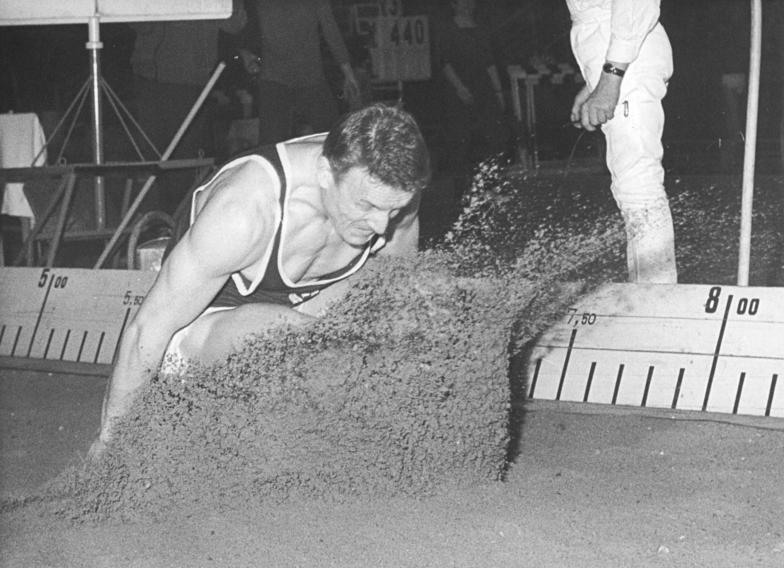
Klaus Beer w 1970 podczas lekkoatletycznej inauguracji hali sportowej Dynama Berlin

Klaus Beer (ur. 14 listopada 1942 w Legnicy, zm. 8 czerwca 2023 w Berlinie) – wschodnioniemiecki lekkoatleta, specjalista skoku w dal, wicemistrz olimpijski.

## Osiągnięcia
Dwukrotnie startował w igrzyskach olimpijskich. W Tokio w 1964 nie dostał się do finału. Natomiast w Meksyku w 1968 skoczył 8,19 m, co zapewniło mu srebrny medal (za Bobem Beamonem, który wówczas ustanowił rekord świata wynikiem 8,90 m). Ówczesny wynik Beera to jego rekord życiowy.
Beer był także triumfatorem europejskich igrzysk halowych w 1969 w Belgradzie oraz srebrnym medalistą halowych mistrzostw Europy w 1970 w Wiedniu. Zajął 2. miejsce w skoku w dal podczas finału pucharu Europy w 1970 w Sztokholmie (reprezentacja NRD zdobyła wówczas puchar).
Był mistrzem NRD w latach 1961, 1962, 1964, 1967, 1968, 1969 i 1970, wicemistrzem w 1966 i brązowym medalistą w 1972. Zdobył również mistrzostwo NRD w hali w 1965, 1968, 1969 i 1970 oraz wicemistrzostwo w 1971 i 1972.
Beer startował w klubie SC Dynamo Berlin. Jego dzieci Ron i Peggy także były znanymi lekkoatletami.